# Casa Tomàs Jordi
La Casa Tomàs Jordi o cal Tomàs Jordi és un edifici modernista de Pere Caselles construït al carrer de Llovera de Reus (Baix Camp). Està protegit com a bé cultural d'interès local.

## Descripció
És un edifici de nova planta amb una façana molt ben estructurada dividida horitzontalment en dues zones, distingibles pels materials emprats i per la qualitat dels seus acabats. En la façana, la planta baixa i l'entresòl són concebuts com una unitat que s'aprecia en la distribució de les obertures. El fons és de pedra amb decoracions florals a les llindes i als brancals. És destacable la barana de l'entresòl per les seves formes ondulades i asimètriques. A l'entresòl s'obren tres grans finestres relacionades amb les tres portes de la planta baixa, que faciliten, amb una façana diàfana, l'entrada de llum natural. Les motllures de l'emmarcament adopten formes orgàniques. La decoració, de pedra natural, presenta elements vegetals en forma de fulles de castanyer, que emmarquen les inicials del promotor, T. J., i la data del seu acabament, 1910.
Els tres pisos superiors són un bloc diferenciat que s'ordena mitjançant els balcons. Del fons arrebossat que imita carreus en destaquen els elements florals esculpits a les llindes i als brancals, diferents a cada pis. Els plafons esculpits de l'espai d'entre les llindes, al primer pis, són caps femenins amb pentinats típicament modernistes.
El coronament és una cornisa de totxo vist, ben lluny de la proposada en els plànols originals, pensat a la manera modernista, tot donant a l'edifici una estructura unitària i gairebé orgànica.
La porta de l'escala, de doble full, aplica els conceptes del modernisme a l'ebenisteria. Al vestíbul hi ha paviment hidràulic, un arrimador de ceràmica decorada i un estucat amb esgrafiats.

## Història
Va ser encarregat l'any 1909 pel notari Tomàs Jordi Espinàs a l'arquitecte Pere Caselles i es va inaugurar l'any següent. Forma part de la ruta modernista de Reus.